# Reprezentacja Filipin w hokeju na lodzie mężczyzn
Reprezentacja Filipin w hokeju na lodzie mężczyzn – drużyna reprezentująca Filipiny w międzynarodowych rozgrywkach w hokeju na lodzie.